# Nessel-Blattrüssler
Der Nessel-Blattrüssler oder  Brennnessel-Grünrüssler (Phyllobius pomaceus, Syn.: Phyllobius urticae) ist ein Käfer aus der Familie Rüsselkäfer (Curculionidae).

## Merkmale
Die Käfer sind 7 bis 10 Millimeter lang und haben einen verhältnismäßig stark gewölbten Körper. Er ist auch an der Unterseite mit grünen oder blaugrünen, sehr langen Schuppen bedeckt. Die Fühler und Beine sind braun, selten auch rot. Das fein punktförmig strukturierte Halsschild ist vorn ringförmig eingeschnürt und trägt mittig eine glatte Längslinie. Die Deckflügel (Elytren) haben bei den Männchen nahezu parallele Seitenränder, bei den Weibchen sind sie hinten breiter als vorne und weisen Reihen mit länglichen Punkten auf. Die breiten Zwischenräume sind flach. Am Ende der Flügeldeckennaht tragen die Tiere mehrere Haare. Die Schenkel (Femora) aller Beine haben einen breiten, spitzen Zahn.
Von den anderen in Mitteleuropa lebenden Grünrüsslern der Untergattung Metaphyllobius kann die Art an der dunklen Behaarung (eingestreut zwischen den anliegenden Schuppen) der Deckflügel unterschieden werden: Diese ist bei den anderen Arten merklich länger, bei Phyllobius pilicornis so lang wie die Intervalle, bei Phyllobius glaucus und Phyllobius maculatus zumindest in Seitenansicht gut sichtbar. Bei Phyllobius pomaceus selbst ist sie sehr undeutlich und nur am Abfall der Elytren erkennbar. Die anderen Arten der Untergattung leben an Holzgewächsen.

## Lebensweise
Die verpuppungsbereiten Altlarven überwintern im Boden, Imagines treten im Frühjahr auf und sind auf ihren Nahrungspflanzen, überwiegend an Großer Brennnessel (Urtica dioica), aber auch an Erdbeeren oder Hanf, zu finden. Die Larven entwickeln sich an den Wurzeln von Brennnesseln und anderen Pflanzen.

## Vorkommen
Die Art ist in Europa und Asien bis Sibirien verbreitet und tritt im Norden bis Mittelfennoskandien auf und ist auch auf den Britischen Inseln verbreitet. Die Art ist in Mitteleuropa sehr häufig, fehlt aber im Mittelmeergebiet.

## Taxonomie
Die Art wird zur Untergattung Metaphyllobius gerechnet, die in Mitteleuropa vier relativ große Arten umfasst (weitere leben im Kaukasus). Status und Identität der westasiatisch bis ostmitteleuropäisch verbreiteten Phyllobius fessus Boheman war lange umstritten, heute wird sie in der ursprünglichen Fassung als Unterart Phyllobius pomaceus fessus aufgefasst. Was viele Autoren bisher als Phyllobius fessus bezeichnet hatten, gilt hingegen nun als eigenständige Art Phyllobius maculatus Tournier. Der Artname urticae, der viele Jahrzehnte auf diese Art bezogen wurde, gilt heute als Synonym: Curculio urticae Scopoli, 1763 ist synonym zum Brennnesselrüssler Nedyus quadrimaculatus (Linnaeus, 1758). Im Sinne der heutigen Art wurde der Name von De Geer 1775 eingeführt, er ist aber wegen Scopolis früherer Verwendung nicht verfügbar.

## Belege